# 愛の神話
『愛の神話』（あいのしんわ）は、日本の歌手・郷ひろみが1982年12月21日にCBS・ソニーから発売した19枚目のオリジナルアルバムである。

## 内容
前作『THE BEST 郷ひろみ』から約1ヶ月ぶり、オリジナルアルバムとしては『哀愁のカサブランカ』から3ヶ月ぶりの作品。
前作同様、バラード調やカバー曲を主体とした作品となっている。また、『街かどの神話』以来12作ぶりに単独名義としては自身初の自作曲が収録されている。
オリコンチャート初登場9位を獲得。2作連続のトップ10入りを果たした。

## 収録曲
1. さすらい夢人 [4:02]
作詞・作曲：ジャンニ・ベルフィオーレ、フリオ・イグレシアス、マヌエル・デ・ラ・カルバ、ラモン・アルクーサ
日本語訳詞：山川啓介
編曲：川口真
2. 愛の神話 [3:48]
作詞：山上路夫
作曲・編曲：川口真
今作の表題曲。
3. 哀しみの黒い瞳 [4:07]
作詞・作曲：フリオ・イグレシアス、ラモン・アルクーサ
日本語訳詞：岩谷時子
編曲：川口真
44thシングルの表題曲。
4. 狂おしきマドリー [3:37]
作詞・作曲：フリオ・イグレシアス、マヌエル・デ・ラ・カルバ、フィル・トリム、ラモン・アルクーサ
日本語訳詞：山川啓介
編曲：川口真
5. 白い伝説 [4:05]
作詞：岩谷時子
作曲・編曲：川口真
6. 愛と青春の旅だち [4:20]
作詞：ウィル・ジェニングス
作曲：ジャック・ニッチェ、バフィー・セイント・メリー
日本語訳詞：なかにし礼
編曲：若草恵
7. 悲しい悪魔 [3:05]
作詞・作曲：フリオ・イグレシアス、マヌエル・デ・ラ・カルバ、ラモン・アルクーサ
日本語訳詞：山上路夫
編曲：若草恵
8. 愛の場面 [3:55]
作詞・作曲：郷ひろみ
作曲・編曲：宮原透
9. BABY, IT'S YOU [4:28]
作詞・作曲：マーク・ジョーダン、デイヴィッド・フォスター
日本語訳詞：竜真知子
編曲：若草恵
10. さらばわが愛 [3:47]
作詞：ジャンニ・ベルフィオーレ
作曲：マリオ・バルダッチ
日本語訳詞：なかにし礼
編曲：若草恵

### 解説
「さすらい夢人」
フリオ・イグレシアスのカバー曲。
「哀しみの黒い瞳」
フリオ・イグレシアスのカバー曲。
「狂おしきマドリー」
フリオ・イグレシアスのカバー曲。
「愛と青春の旅だち」
ジェニファー・ウォーンズとジョー・コッカーのカバー曲。
「悲しい悪魔」
フリオ・イグレシアスのカバー曲。
「BABY, IT'S YOU」
マーク・ジョーダンの1983年発表のアルバム「A Hole in the Wall」に収録されたカバー曲。
「さらばわが愛」
フリオ・イグレシアスのカバー曲。

## 参加ミュージシャン
- 郷ひろみ：Vocal

Additional Musicians
- 吉川忠英：Acoustic Guitar
- 安田裕美：Acoustic Guitar
- 谷康一：Acoustic Guitar
- 石川鷹彦：Acoustic Guitar
- 芳野藤丸：Electoric Guitar
- 今剛：Electric Guitar
- 竹内淳グループ：Mandolin
- 山田秀俊：Keyboards
- 難波弘之：Keyboards
- 大谷和夫：Keyboards
- 若草恵：Keyboards
- 倉田信雄：Keyboards
- 浦田恵司：Synthesizer
- 岡沢章：Bass
- 美久月千晴：Bass
- 岡沢茂：Bass
- 島村英二：Drums
- 瀧本伸秀：Drums
- 伊藤史朗：Drums
- 渡嘉敷祐一：Drums
- 鳴嶋英治：Percussion
- 橋田正人：Percussion
- 斎藤ノヴ：Percussion
- 生明慶二：Dulcimer
- 金山功：Marimba
- 加藤ジョーグループ：Strings
- 多忠昭グループ：Strings
- 荒井英治グループ：Brass
- 中沢健二グループ：Brass
- 数原晋グループ：Brass
- 沖田晏宏グループ：Brass
- Eve：Chorus
- 小出博志：Chorus
- 尾形道子：Chorus
- ミチル：Chorus
- 梅垣達志：Chorus
- 小栗俊雄：Chorus